# بيكا إيلي
بيكا إيلي (الإسم العلمي:Ochotona iliensis) (بالإنجليزية: Ili pika)‏، هو نوع من أرنبيات الشكل يتبع جنس بيكا، يستوطن مناطق صغيرة في شمال غرب الصين، من بعد اكتشافها في منتصف الثمانينات من القرن العشرين لم يتم رؤيتها مرة أخرى حتى عام 2014، وعددها يقل تدريجياً لأسباب غير معروفة، كما أنها حالياً تُعتبر من الأنواع المهددة بالانقراض.